# دوشیزه اورلئان

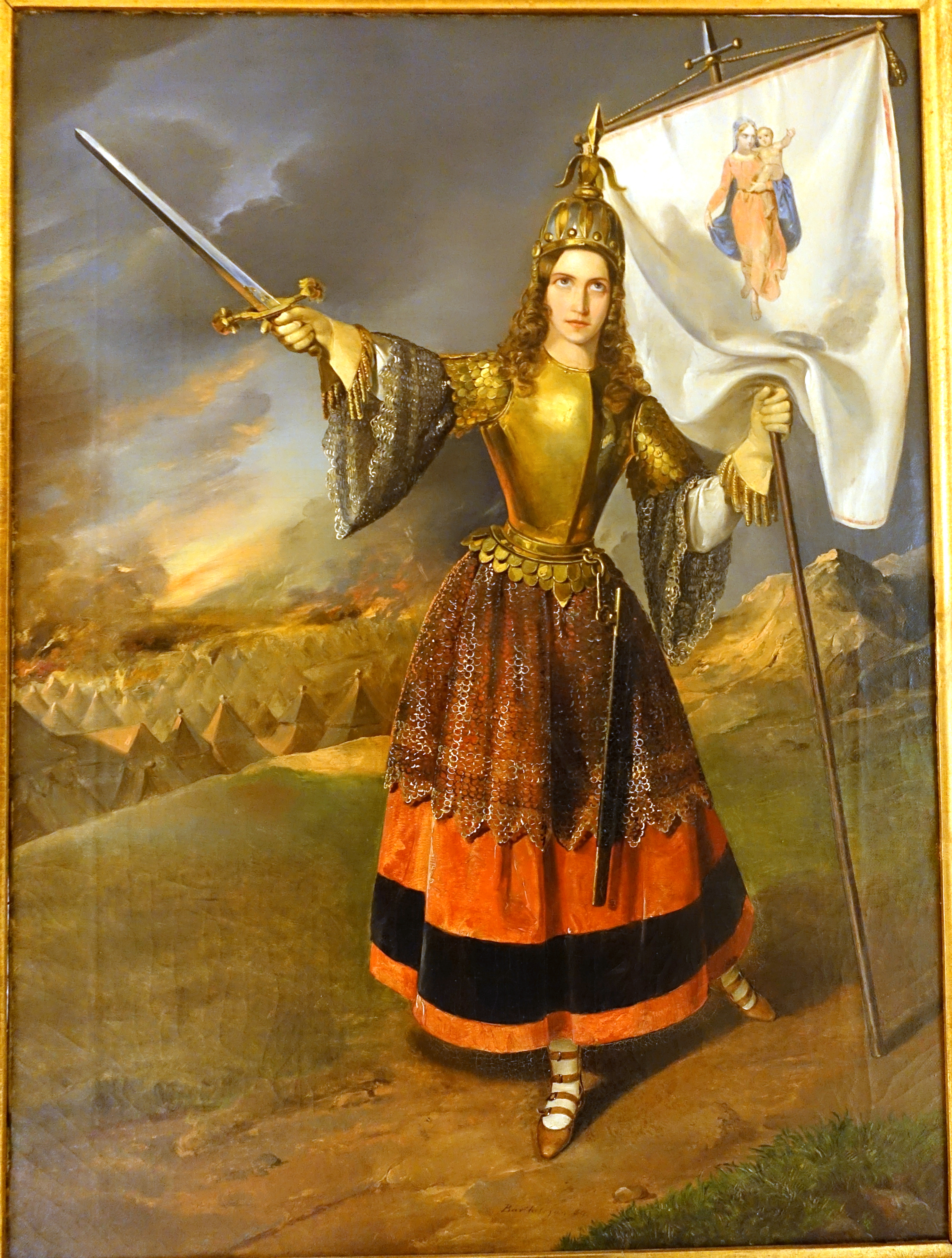
دوشیزه اورلئان، محصول اواسط سده نوزدهم در براونشوایگ

دوشیزه اورلئان (آلمانی: Die Jungfrau von Orleans, تلفظ در آلمانی: [di: ˈjʊŋfʁaʊ̯ fɔn ˈɔʁləʔɔ̃:]) یک تراژدی اثر فریدریش شیلر (۱۰ نوامبر ۱۷۵۹ در مارباخ آم نکا -۹ مهٔ ۱۸۰۵ در وایمار) شاعر، نمایشنامه‌نویس، فیلسوف، پزشک و مورخ آلمانی است که در ۱۱ سپتامبر ۱۸۰۱ در لایپزیک نمایش داده شد. در طول زندگی‌اش، این یکی از پربازدیدترین قطعات شیلر بود.

## داستان
این نمایشنامه زندگی ژان دارک را دنبال می‌کند، و شامل یک مقدمه با معرفی شخصیت‌های مهم، و پنج پرده است. هر پرده یک رویداد مهم در زندگی ژان را نمایش می‌دهند. تا پرده ۴، نمایشنامه به داستان‌های جانبی از تاریخ نیز می‌پردازد (مثلاً به کشتن مردم در نبرد، و تغییر آشتی بین آرمانیاک‌ها و بورگوندی‌ها از ۱۴۳۵ به ۱۴۳۰). پس از آن، داستان کاملاً رها است. ژان در آستانه کشتن یک شوالیه انگلیسی است که با برداشتن کلاه شوالیه، ژان عاشقش می‌شود و از کشتن او چشم‌پوشی می‌کند. بعد به خاطر خیانت در مأموریتی که داشته است خود را سرزنش می‌کند. در رنس به جادوگری متهم می‌شود، و درحالی‌که از خود هیچ دفاع نمی‌کند، مجرم شناخته می‌شود، و از دربار و ارتش فرانسه اخراج می‌شود. زمانی‌که اسیر انگلیسی‌ها شده است، از سلول زندان شاهد نبردی است که در آن فرانسوی‌ها شکست می‌خورند. زنجیرها را می‌شکند و برای نجات شوالیه می‌کوشد. و در حالی می‌میرد که پیروزی به‌دست آمده است، و شرافت و شهرت او هر دو بازمی‌گردد.
جمله Mit der Dummheit kämpfen Götter selbst vergebens (III ،۶؛ تالبوت) به انگلیسی چنین ترجمه می‌شود: «در برابر حماقت، خدایان نیز بیهوده می‌جنگند». آیزاک آسیموف عنوان رمان خدایان هم را از این جمله الهام گرفته است.

## اقتباس‌های اپرا
- ژاندارک: درام برای موسیقی ریدوتو دا شیلر (۱۸۲۱) توسط زینیدا ولکونسکایا
- ژاندارک (۱۸۳۰) توسط جیووانی پاچینی
- ژاندارک (۱۸۴۵) توسط جوزپه وردی
- خدمتکار اورلئان (۱۸۸۱) توسط پیوتر ایلیچ چایکوفسکی
- دختر اهل دومرمی (۱۹۷۶) توسط گیزلهیر کلیپ

در اپرای ۴۶، سونات پیانو ویلیام استرندیل بنت (۱۸۷۳)، عنوان «دوشیزه اورلئان» با اشاره مستقیم به نمایشنامه شیلر است و نقل قول‌هایی از نمایشنامه را در آغاز هر موومان گنجانده است. در دهه ۱۸۷۰ آهنگساز و پیانیست موریتس موشکوفسکی نیز یک موومان چهارگانه پوئم سمفونیک بر روی نمایشنامه نوشت.

## ترجمه فارسی
- شیلر؛ فریدریش، دوشیزه اورلئان، ترجمه: بزرگ علوی، با مقدمه صادق هدایت، ۱۳۲۹.